# كولوريدودي مونت ألبانو
كولوريدو دي مونت ألبانو، (فريوليان:كلوريت دي مونتلبان)هوكومون(البلدية)ف المنطقة الايطالية فريولي فينيتسيا جوليا وتقع على بعد حوالي 80 كيلومترات (50 ميلا ) شمال غرب تريست وحوالي 14 كيلومترات (9ميلا )شمال غرب أوديني.

## موقعها
يقع كولوريدو دي مونت ألبانوعلى حدود البلديات التاليه:بوجا،كاساكو،فاجنا،ماجانو،موروزو،باجناكو،ريف داركانو،تريبوغراندي،تريتيسيمو.
عاش كاتب القرن التاسع عشر إبوليتونيفووكتب رواياته في قلعه كولوريدو(التي لاتزال حتى الآن ملكاً لأعداد نيفو).

## تاريخها
ابتداءً من القرن الحادي عشر، كانت إقطاعية الفيكونت من ميلس،الذين استلموها من الكونتس تيرول.
في عام 1420،استحوذت جمهورية البندقية على قرية فريولي.
في عام 1976 تعرضت المدينة لأضرار بالغة جراء زلزال فريولي.